# Acaponeta (municipi)
Acaponeta és un municipi de l'estat de Nayarit (Mèxic) situat a la zona costa d'aquest estat. Té una extensió d'1.667 km².
Acaponeta significa, "Lloc al costat del riu on creix el frijol embullat en la canya de canyís"; que s'aconsegueix conjunyint la traducció del tepehuano Acaponeta (Caponeta) que significa, "lloc al costat del riu"; i del náhuatl Acatl-pol-etl-tlan que significa, "lloc on creix el frijol embullat en la canya de canyís".

## Població
El municipi té 36.572 habitants segons el cens de l'any 2010 (INEGI). La capçalera municipal és la ciutat d'Acaponeta.
| Localitat                       | Població    |
| Total Municipi                  | 37,572 hab. |
| Acaponeta                       | 19,140 hab. |
| Sayulilla                       | 2,277 hab.  |
| La Guasima                      | 1,040 hab.  |
| Sant Jose de Gracia             | 1,037 hab.  |
| El Tigre                        | 886 hab.    |
| El Recodo                       | 768 hab.    |
| El Resbalon                     | 747 hab.    |
| San Miguel                      | 720 hab.    |
| El Centenari                    | 701 hab.    |
| Pla de la Creu                  | 694 hab.    |
| La Baiona                       | 539 hab.    |
| El Aguaje                       | 531 hab.    |
| Sant Diego d'Alcalá             | 482 hab.    |
| Cases Colorides                 | 409 hab.    |
| La Cortez (El Zapote)           | 405 hab.    |
| El Teixó (El Cantó)             | 358 hab.    |
| Sant Dieguito d'A baix          | 289 hab.    |
| Sant Dieguito d'A dalt          | 289 hab.    |
| San José de Motaje              | 286 hab.    |
| Buenavista (Les Parets)         | 254 hab.    |
| El Taronger                     | 253 hab.    |
| Mesa de Pedro i Pablo           | 235 hab.    |
| Cerro Bola                      | 234 hab.    |
| Valle de la Urraca (El Cabildo) | 218 hab.    |
| Pedra Ampla                     | 202 hab.    |
| Les Casetes                     | 194 hab.    |
| La Coloma Primera               | 175 hab.    |
| Santa Creu                      | 169 hab.    |
| San Francisco                   | 90 hab.     |
| El Llorón                       | 70 hab      |

## Geografia
Localització
El municipi d'Acaponeta està situat en els 22° 29’ 21" de latitud nord, i als 105° 21’ i 4" del long. O. del Meridià de Greenwich.
Acaponeta confina al nord amb el municipi de Huajicori, al sud amb el de Rosamorada, a l'orient amb el municipi Del Nayar i l'Estat de Durango i al ponent amb el municipi de Tecuala i amb l'Estat de Sinaloa.
Es troba a 141 km. al NO de Tepic per la carretera No. 15 Mexico - Nogales (lliure).
Extensió
La seva extensió territorial és d'1,667.7 km² que representen el 6% de la superfície total de l'Estat.
Orografia
Una gran part de la regió municipal, és de terrenys accidentats que formen part de la serra de Teponohuaxtla. A les zones planes es localitzen les majors concentracions de terrenys per al cultiu. La capçalera municipal es troba a una altura de 30 msnm. Les elevacions principals són: turó Canons, 1,980 msnm; turó Tepetate, 1,580 msnm; turó La Rodona, 1,400 msnm; turó El Boto, 1,320 msnm i el turó Corpos, 1,220 msnm.
Hidrografia
Pel municipi de Acaponeta creuen els rius Acaponeta, de las Cañas, El Riecito i el San Pedro. Té rierols de cabal permanent com el Naranjo i el Cofradía. En època de pluges es localitzen innombrables rierols. Compta amb 8 llacunes de petita extensió.
Clima

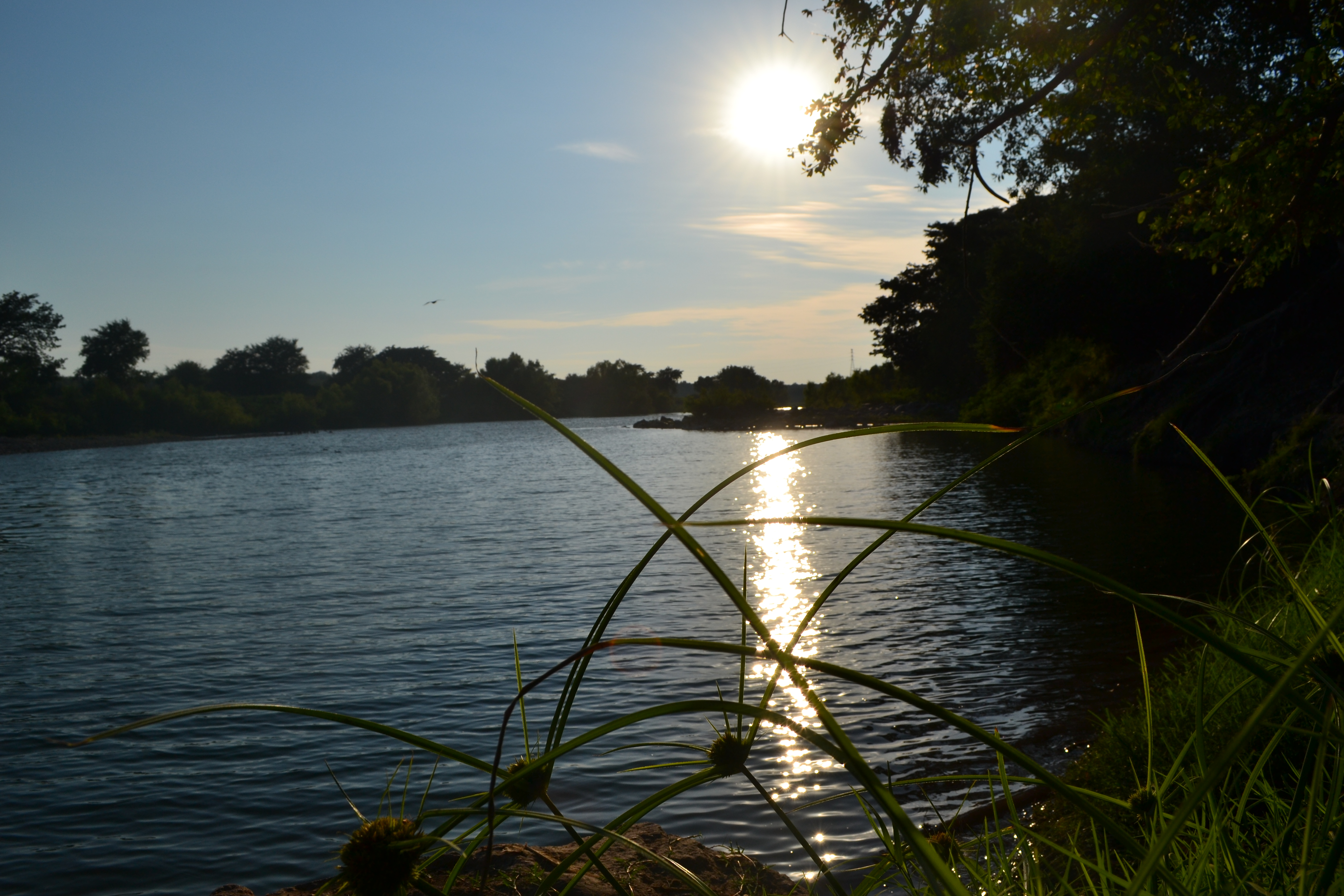
Riu d'Acaponeta

El clima en el municipi és càlid subhumit amb règim de pluges de juny a setembre, la direcció dels vents és de sud-est al nord-oest. Té una precipitació mitjana anual d'1,307 mm, dels quals el 92% es registra en els mesos de juliol a setembre. La temperatura mitjana és de 26.7 °C.
Principals Ecosistemes
La vegetació és abundant a la zona serrana, es troben boscos de pi i roure. Existeixen animals silvestres com a cérvol, senglar, armadillo i tigrillo (gat tigrat). A les zones planes, que són les àrees de cultiu, abunden una gran varietat d'aus, conills, ossos rentadors i tlacuaches.
Recursos Naturals
El municipi compta amb recursos minerals i forestals entre d'altres, susceptibles d'explotar-se, però que no s'aprofiten adequadament pel difícil accés a les parts altes de la serra. Una porció mínima del seu territori es localitza a la zonade l'estuari.
Característiques i ús del sòl
El municipi a la seva zona serrana, està constituït per terrenys de l'era quaternària i en menor quantitat de dipòsits sedimentaris clàssics del terciari. El caracteritzen dipòsits al·luvials, localitzats a les valls i superfícies planes que s'integren cap a la costa propera. Compta amb extensions d'ús agrícola en una mica més de 18,000 hectàrees; d'ús pecuari més de 32,000 hectàrees; d'ús forestal, aproximadament 98,000 hectàrees; a més de zones d'ús mineral.

## Orígens
El nom Acaponeta significa com s'ha dit abans "Lloc al costat del riu on creix el frijol embullat en la canya de canyís".
El cap de municipi es coneix com a Acaponeta "Ciutat de les Gardènies" perquè van existir moltes flors de gardènia a més de per la bellesa de les seves dones. La història explica que en la terminal del ferrocarril, que s'havia convertit en un passeig per als seus habitants, van arribar persones que en canastrells venien l'aromàtica flor als passatgers del tren, per la qual cosa els turistes i gent que passejava van començar a anomenar a la localitat com "La Ciutat de les Gardènies"
Hi ha també amb un riu anomenat "Acaponeta"

## Història
Època Prehispánica

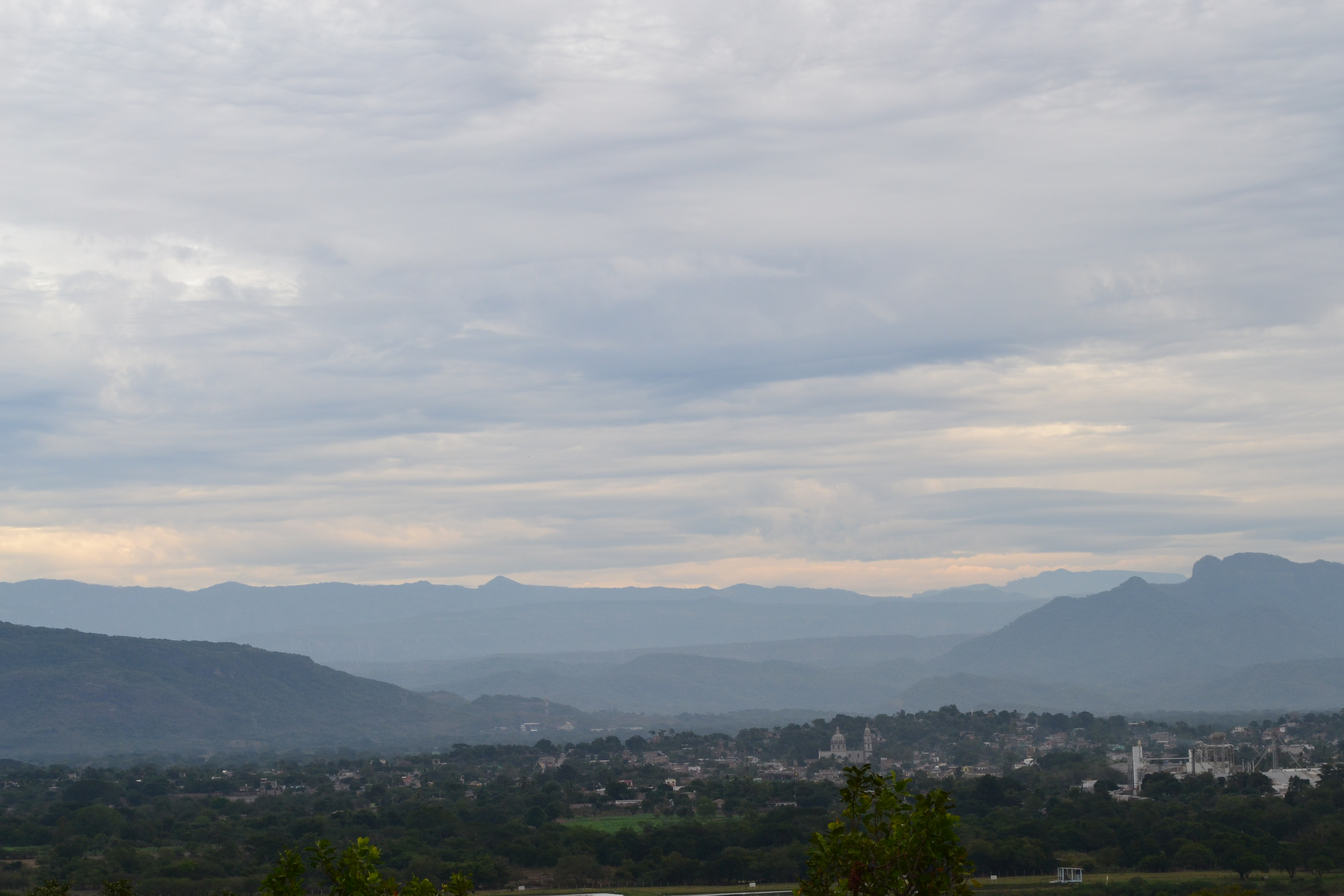
Acaponeta "Ciutat de les Gardènies"

D'acord amb els registres del INAH, a la localitat de San Miguel, es troben 3 enormes pedres llaurades amb dissenys al·lusius a l'aigua, coneguts comunament com a petròglifs, deixats pels més antics pobladors.
En l'últim període prehispnic, aquest municipi va pertànyer a la senyoria d'Aztatlán i va estar habitat pels totorames, els quals tenien sotmesos a alguns pobles cores, zayahuecs i tepehuans.
Va ser fundada pels tepehuans a la riba del riu Acaponeta, abans de la conquesta; va ser descoberta pel conqueridor Nuño Beltrán de Guzmán al juliol de 1530, quan aquesta regió era governada per Konácatl.
El líder natural Tenamachtli, cabdill indígena, va destruir Acaponeta el 1538; posteriorment va ser habitada pels originals tepehuans els quals van ser conquistats pels espanyols. Durant l'època colonial, es van aprofitar els seus recursos naturals en el comerç de la regió.
Època del domini español
A l'arribada dels conqueridors espanyols comandats per Nuño de Guzmán el 1530, a la zona convivien diverses ètnies indígenes d'origen cora; en l'actualitat sobreviuen en el municipi els indígenes de la tribu dels cores (Náayarrites).
Una vegada que tota la regió fou sotmesa i pacificada, va procedir Nuño de Guzmán a la reconstrucció dels pobles, es van aixecar cases, es va repartir la terra entre els conqueridors, així mateix es van repartir indígenes perquè treballaren al servei dels nous amos i finalment Nuño de Guzmán va donar plena llibertat a les autoritats eclesiàstiques perquè es dediquessin a la tasca d'evangelitzar i auxiliar als naturals, aixecar capelles i convents, crear petites escoles per a l'ensenyament d'oficis menors als indígenes i el maneig dels estris de pagès.
Van ser els missioners franciscans els triats per aquesta tasca, l'any de 1580 es va fundar a Acaponeta un convent que va estar sota la cura i vigilància dels franciscans fins a l'any de 1798.
Revolució de 1910
Ja en l'etapa de la Revolució, Acaponeta es va constituir com la capital del Territori de Nayarit, sent el General Rafael Buelna, qui va instal·lar la casa de govern al febrer de 1914, promulgant el celebri decret número 6, amb el qual va suprimir del territori les prefectures porfirianes. Es va declarar municipi en entrar en vigència la Constitució de 1917.

## Presidents Municipals de Acaponeta (1970 - 2014)
| Nom                                  | Càrrec                      | Període   |
| ------------------------------------ | --------------------------- | --------- |
| C. Malaquías Aguiar                  | President Municipal         | 2014-2017 |
| C. Efrain Arellano Núñez             | President Municipal         | 2011-2014 |
| Dr. Saulo Alfonso Lora Aguilar       | President Municipal         | 2008-2011 |
| C. Martin Aguilar Rodríguez PRI      | President Municipal Suplent | 2008      |
| C. Efrain Arellano Núñez             | President Municipal         | 2005-2008 |
| C. Santos Díaz Mendoza               | President Municipal         | 2002-2005 |
| Prof. Enrique Jimenez López          | Presidenta Municipal        | 1999-2002 |
| C. Jose Chavez Rodríguez             | President Municipal         | 1996-1999 |
| C. Salvador Toledo López             | President Municipal         | 1993-1996 |
| Ing. Héctor Servando Sierra Martínez | President Municipal         | 1990-1993 |
| C. José Miguel Aguiar                | President Municipal         | 1987-1990 |
| C. Porfirio Vázques Cosío            | President Municipal         | 1984-1987 |
| Ing. Jorge Ortiz Escobedo            | President Municipal         | 1981-1984 |
| C. Manuel Zamorano Rodríguez         | President Municipal         | 1978-1981 |
| C. Rodolfo Antonio Saizar Quintero   | President Municipal         | 1976-1978 |
| C. Rodolfo Noliegis Mora             | President Municipal         | 1973-1975 |
| Dr. José de Jesús Osuna              | President Municipal         | 1970-1972 |

## Agermanaments[1]
- Sonora, Caborca